# Stazione di Takaida
La stazione di Takaida (高井田駅?, Takaida-eki) è una stazione ferroviaria di Kashiwara, città della prefettura di Osaka in Giappone, situata sulla linea principale Kansai (linea Yamatoji).

## Linee

### Treni
- JR West
  - ■ Linea Yamatoji

## Caratteristiche
La stazione ha una due banchine laterali serventi due binari.
| 1 | ■ Linea Yamatoji | per Ōji, Nara e Takada                      |
| 2 | ■ Linea Yamatoji | per Tennōji, Shin-Imamiya, Namba JR e Osaka |

## Stazioni adiacenti
| «                                 | Servizio       | »                |
| Linea Yamatoji                    | Linea Yamatoji | Linea Yamatoji   |
| --------------------------------- | -------------- | ---------------- |
| Kashiwara                         | Locale         | Kawachi-Katakami |
| Tutti gli altri treni non fermano |                |                  |